# Francesco De Carlo
Francesco De Carlo (Roma, 20 febbraio 1979) è un comico e conduttore radiofonico italiano.

## Biografia
Laureato in Scienze politiche, ha lavorato per quattro anni al Parlamento europeo e come speaker radiofonico a Radio Globo. Ha partecipato a molti programmi, su vari emittenti Rai e Sky, come Aggratis, Gli sgommati, Nemico pubblico, Comedy Central News e Stand Up Comedy, ambedue quest'ultimi sul canale satellitare Comedy Central. Ha anche lavorato per emittenti televisive nel programma Paul Hollywood’s Big Continental Road Trip in onda su BBC Two.
Nel 2017 ha presentato il programma in seconda serata su Rai 3 Tutta colpa della Brexit, che racconta in modo autobiografico e in prima persona del suo viaggio a Londra. Le sue esibizioni sono in stile stand-up comedy e si è esibito al Comedy international Showcase di Montréal e in molte altre importanti città internazionali tra cui Londra, Edimburgo, Berlino, Mosca, Johannesburg, Oslo, Helsinki oltre che in paesi quali la Corea del Sud, Estonia e Lettonia. È stato il primo comico italiano a diventare resident del Comedy Cellar di New York.
Durante il lockdown dovuto alla pandemia di COVID-19 dà vita insieme a Francesco Lancia a Tutti a casa, programma trasmesso in diretta su varie piattaforme streaming (YouTube, Facebook Watch e Twitch) dove un gruppo di comici e stand-up comedian commenta insieme a degli ospiti notizie, fatti e aneddoti riguardanti l'attualità. Tra gli ospiti è possibile citare: Roberto Burioni, Pierluigi Lopalco, Dario Bressanini, Piergiorgio Odifreddi, Mario Tozzi, Tommaso Labate, Claudio Cerasa, Gegia e il senatore a vita ed ex Presidente del Consiglio Mario Monti.

## Televisione
- Italia Coast2Coast (Rai 2, 2012)
- Un due tre stella (LA7, 2012)
- NeriPoppins (Rai 3, 2013)
- Aggratis! (Rai 2, 2013)
- Nemico pubblico (Rai 3, 2014-2016)
- Stand up Comedy (Comedy Central, 2014-2017)
- CCN - Comedy Central News (Comedy Central, 2015-2018)
- Unspun (Dave, 2016)
- Paul Hollywood's Big Continental Road Trip (BBC Two, 2016)
- Tutta colpa della Brexit (Rai 3, 2017-2018)
- The Roast of Italy (Comedy Central, dal 2020)
- Data Comedy Show (Rai 2, dal 2021)
- Alessandro Borghese - Celebrity Chef (TV8, 2022) - concorrente
- Broncio (Rai Radio 2, 2024)
- In&Out - Niente di serio (TV8, 2025)

## Web
- Esami - La serie, episodio "Lettere", di Edoardo Ferrario (YouTube, 2014)[6]
- Data Comedy Show (RaiPlay, 2018)
- Cose di questo mondo (Netflix, 2019)
- Tutti a casa (YouTube, Facebook Watch e Twitch, 2020) - Co-conduttore
- Hasta la lista! (YouTube, Facebook Watch e Twitch, 2020) - Concorrente

## Radio
- RadioMegachip (Radio Città Aperta, 2007-2009)
- Chiamata a carico (Radio Globo, 2009-2015)
- Ottovolante (Rai Radio 2, 2012)
- Prendila Così (Rai Radio 2, 2019-2022)
- 100 volte Alberto Sordi (Rai Radio 2, 2020)
- CaterNatale (Rai Radio 2, 2022)
- Broncio (Rai Radio 2, 2024)

## Teatro
- Comfort Zone (2017)
- Limbo (2022)
- History of Rome - A Comedy Show in English (2023)
- Bocca mia taci (2024)
- Mortacci Tour - Storia di Roma per gente allegra (2025)

## Riconoscimenti
- Vincitore del Concorso di Cabaret di Grottammare (Primo Premio, Premio della Stampa, Premio della trasmissione radiofonica Ottovolante di Rai Radio 2), 2009
- Vincitore del Concorso Talenti Comici, 2010
- Premio Satira Politica della TV - 47ª Edizione del Premio Satira Politica Forte dei Marmi, 2019
- Videocittà Awards 2020 per il miglior Programma in Streaming per Tutti a casa

## Opere
- La mia Brexit, Diario di un comico nel posto giusto al momento sbagliato, Bompiani, 2019, ISBN 978-88-4529-944-5
- A.A.V.V., Stand-up Comedy. La prima antologia italiana, Einaudi, 2019, ISBN 978-88-0624-093-6.